# Rebecca Feldman
Rebecca Elizabeth Feldman (Melbourne, 8 febbraio 1982) è un'ex atleta paralimpica australiana.

## Biografia
Feldman ha partecipato alle corse di velocità in carrozzina alle Paralimpiadi di Sydney 2000, dove vinse una medaglia d'oro nei 400 metri, una medaglia d'argento nei 100 metri e una medaglia di bronzo nei 200 metri. Nel 2000, grazie agli ottimi risultati ottenuti alla Paralimpiade, ha ricevuto la Medaglia dell'Ordine dell'Australia e la Medaglia dello sport australiano.
Dopo la sua carriera come atleta paralimpica, Rebecca è stata coinvolta nella difesa della disabilità, anche con giovani e persone con disabilità multiple e complesse. I suoi ruoli hanno incluso la difesa individuale e sistemica, la gestione dei casi, la facilitazione di gruppi di pari e lo sviluppo della comunità in tutti i settori della fornitura di servizi per disabili. Ha lavorato a una serie di progetti tra cui alloggi, accesso a musica dal vivo, cortometraggi e volontariato, nonché formazione del personale e dei clienti.
Rebecca è anche attiva nella direzione di Neighborhood Connect Inc, un'organizzazione benefica australiana e un'organizzazione no profit nazionale che facilita il ricollegamento delle persone nei loro quartieri locali.

## Palmarès
| Anno | Manifestazione       | Sede       | Evento          | Risultato | Prestazione | Note |
| ---- | -------------------- | ---------- | --------------- | --------- | ----------- | ---- |
| 1998 | Mondiali paralimpici | Birmingham | 200 m piani T33 | Argento   |             |      |
| 1998 | Mondiali paralimpici | Birmingham | 400 m piani T33 | Argento   |             |      |
| 2000 | Giochi paralimpici   | Sydney     | 100 m piani T34 | Argento   | 20"22       |      |
| 2000 | Giochi paralimpici   | Sydney     | 200 m piani T34 | Bronzo    | 35"91       |      |
| 2000 | Giochi paralimpici   | Sydney     | 400 m piani T34 | Oro       | 1'13"81     |      |